# Rue Lepic
La rue Lepic est une voie située dans le quartier des Grandes-Carrières du 18e arrondissement de Paris. C'est l'une des rues les plus renommées de la butte Montmartre, représentée par de nombreux peintres, notamment Maurice Utrillo.

## Situation et accès
La rue Lepic est une voie pavée qui monte jusqu'au haut de la butte Montmartre avec une pente d'environ 7 %.

Les pavés de la rue Lepic
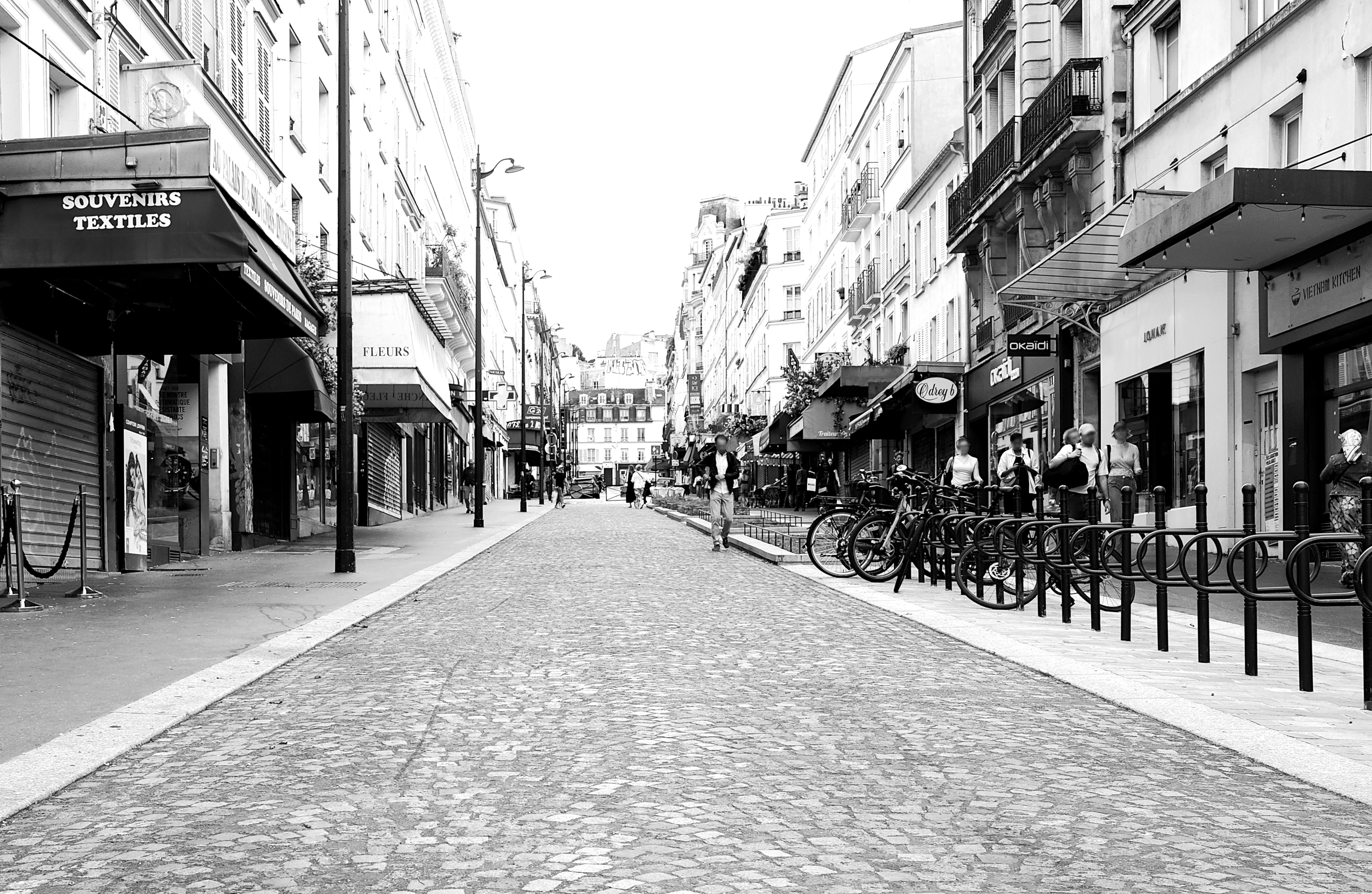
Le bas,
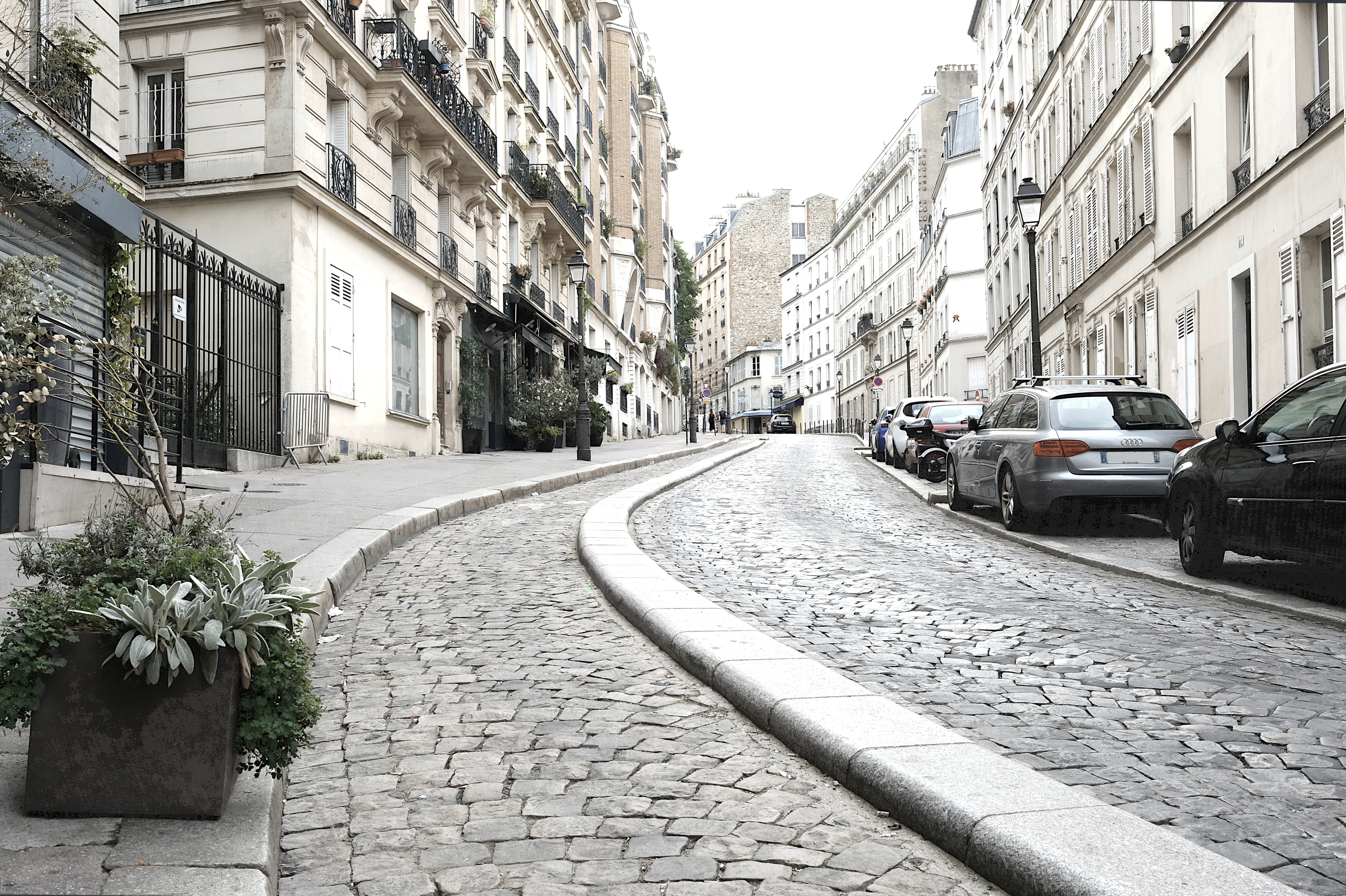
le milieu,
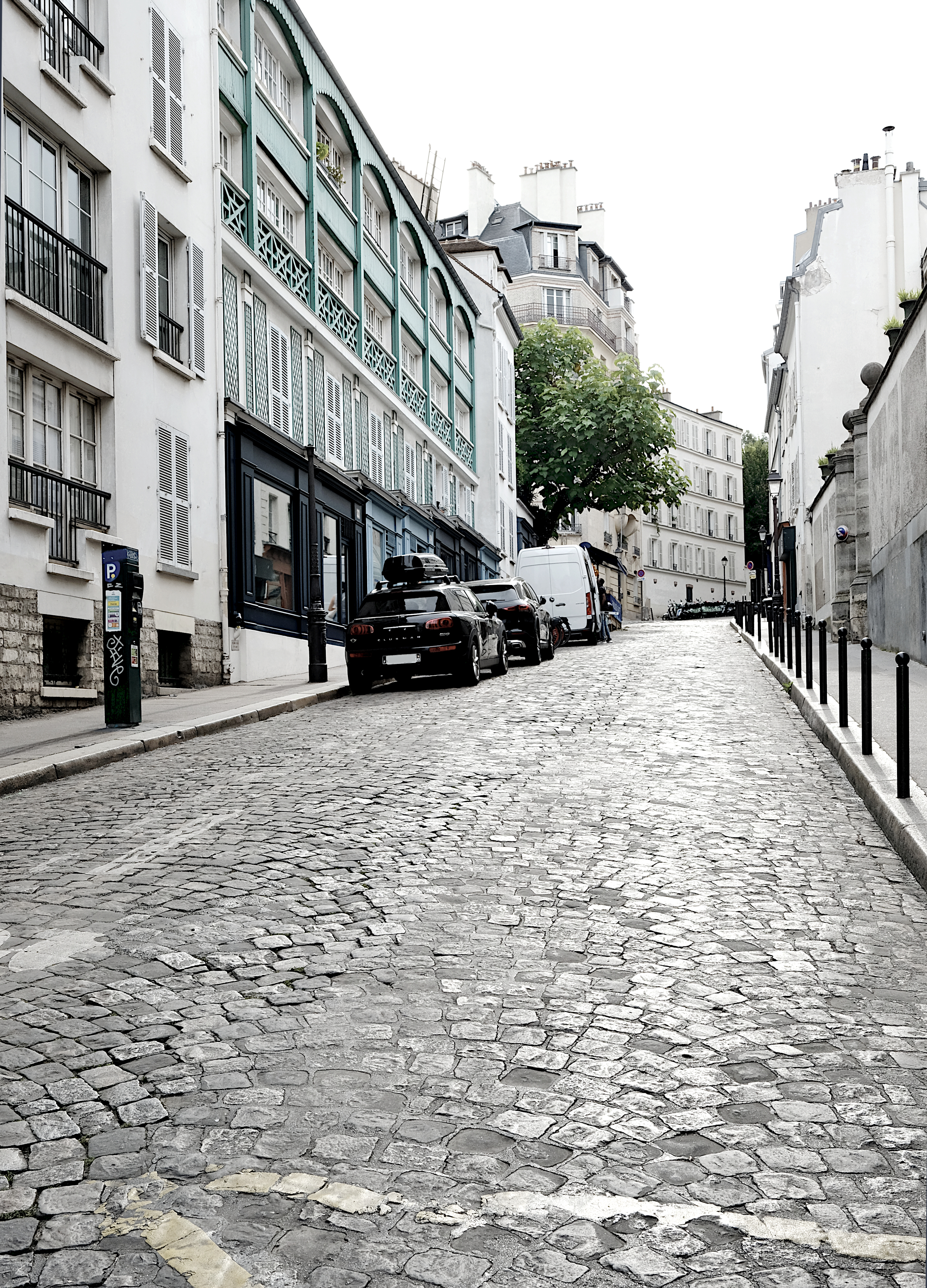
le haut de la rue.

Ce site est desservi par la ligne 2 à la station de métro Blanche.

## Origine du nom

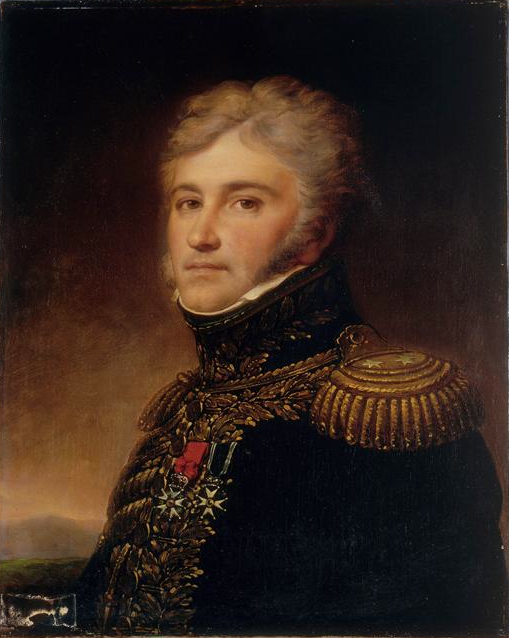
Louis-Charles Arsenne, Le Général comte Louis Lepic (1842), Paris, musée de l'Armée.

Elle porte le nom du général Louis Lepic (1765-1827), qui se distingua à la bataille d'Eylau en 1807.

## Historique
Ancienne rue de la commune de Montmartre, cette voie provient de la rectification et de l'aménagement de plusieurs chemins de terre et sentiers conduisant de la barrière Blanche, la place Blanche, au haut de la butte Montmartre.
Un jour de l'année 1809, Napoléon Ier décide de se rendre à l'église Saint-Pierre de Montmartre pour voir le télégraphe Chappe qui y est installé. À cette époque, l'accès à l'église ne peut se faire que par le « Vieux-Chemin », actuelle rue Ravignan. Ce chemin est en très mauvais état et l'Empereur est contraint de finir à pied, laissant son cheval à la hauteur de l'actuelle place Émile-Goudeau. Le curé, Jacques-Christophe Cayres de Blazère, lui signale l'intérêt de créer une voie ayant une pente plus adaptée à la circulation. L'Empereur lui donna satisfaction en créant l'actuelle rue Lepic,.
D'abord dénommé « chemin Neuf » – le « Vieux-Chemin » étant l'actuelle rue Ravignan –, cette voie prit en 1852 le nom de « rue l'Empereur » puis celui de « rue Royale » et enfin en 1864 son nom actuel.
Durant la Commune de Paris, la rue est barricadée.

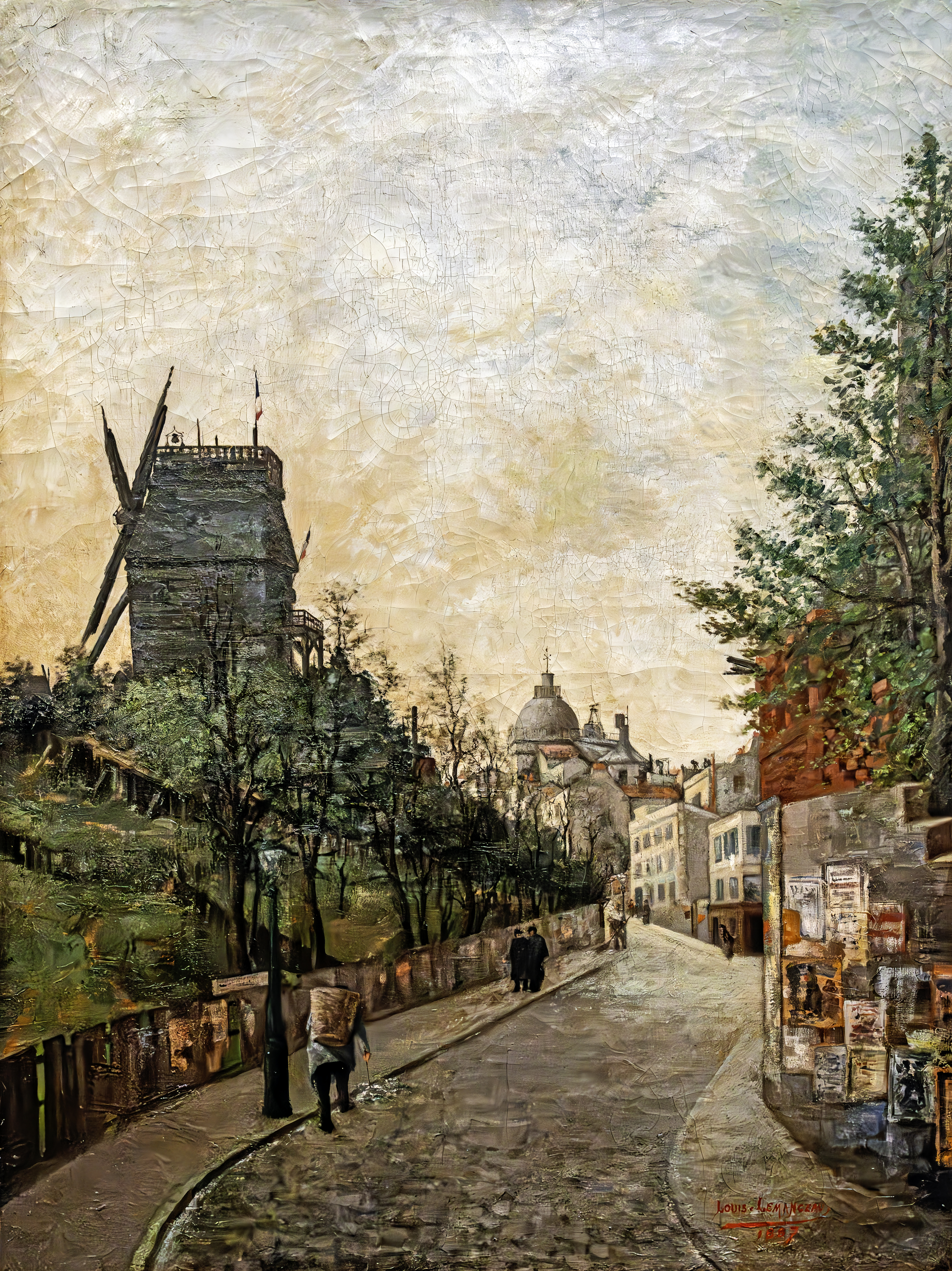
Vue de la rue Lepic par Louis Lemanceau (1887)
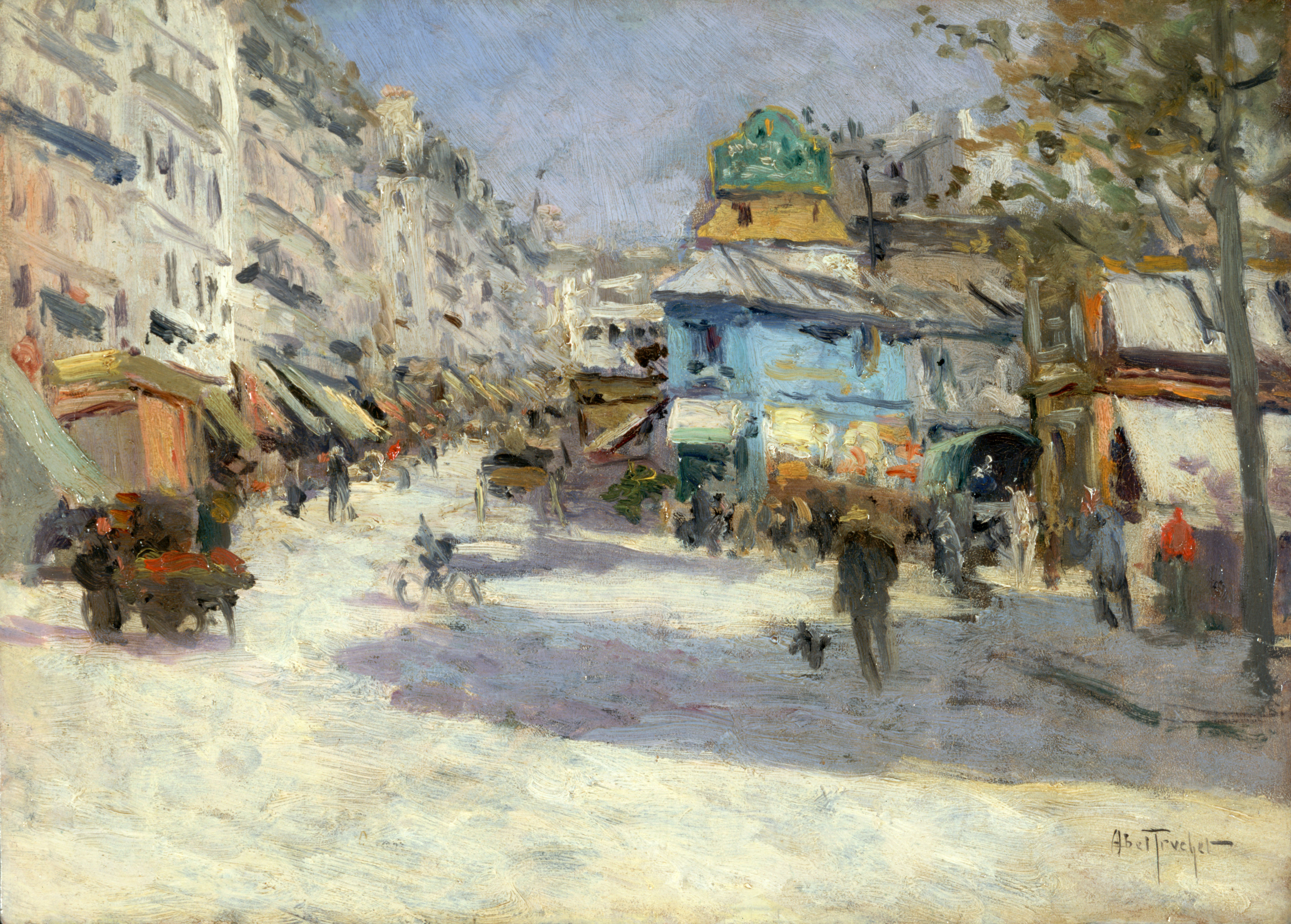
Louis-Abel Truchet, La rue Lepic, l'angle de la rue Puget et la place Blanche, vers, 1890, Musée Carnavalet
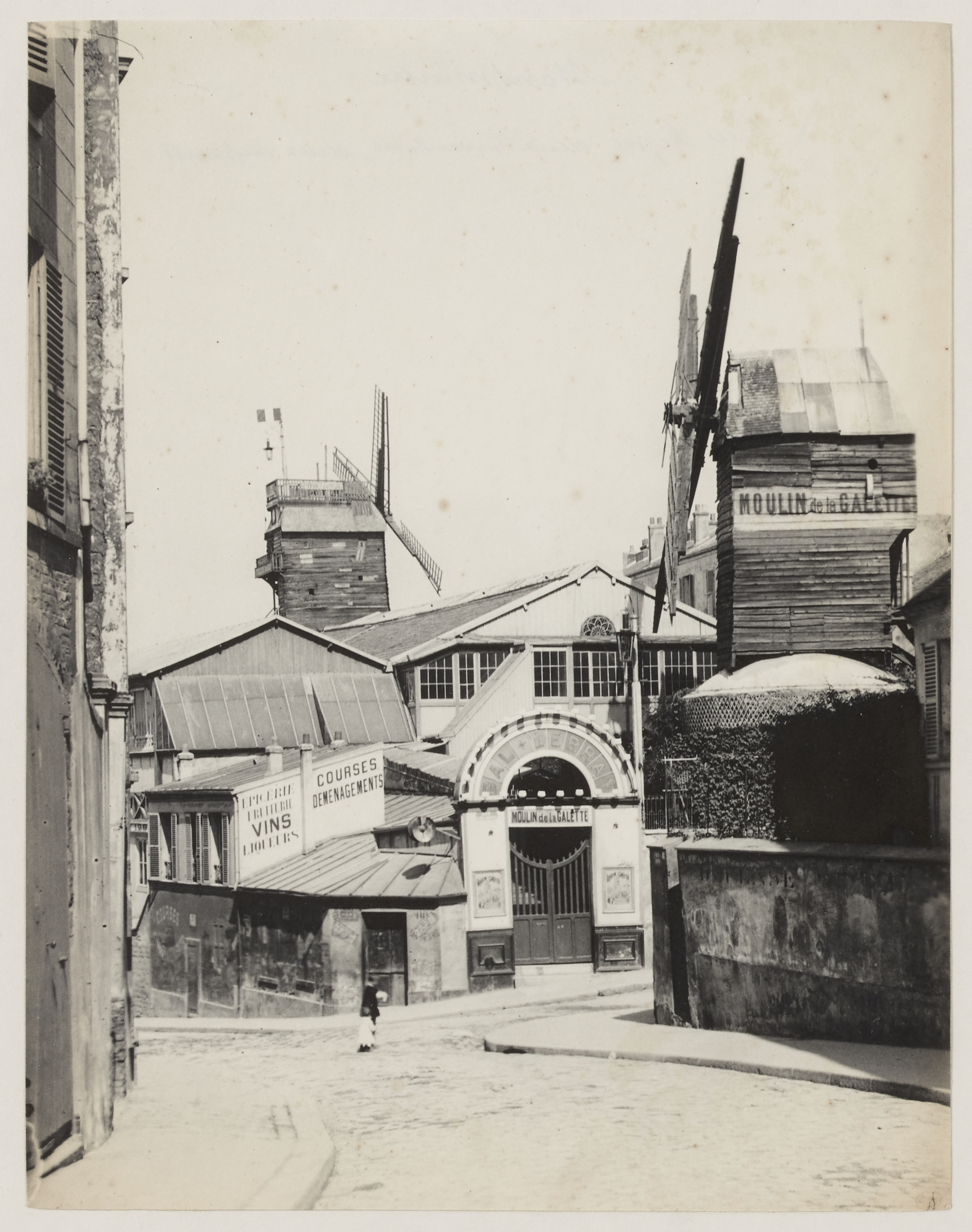
Moulins de la rue Lepic (vers 1890), Hippolyte Blancard (musée Carnavalet).
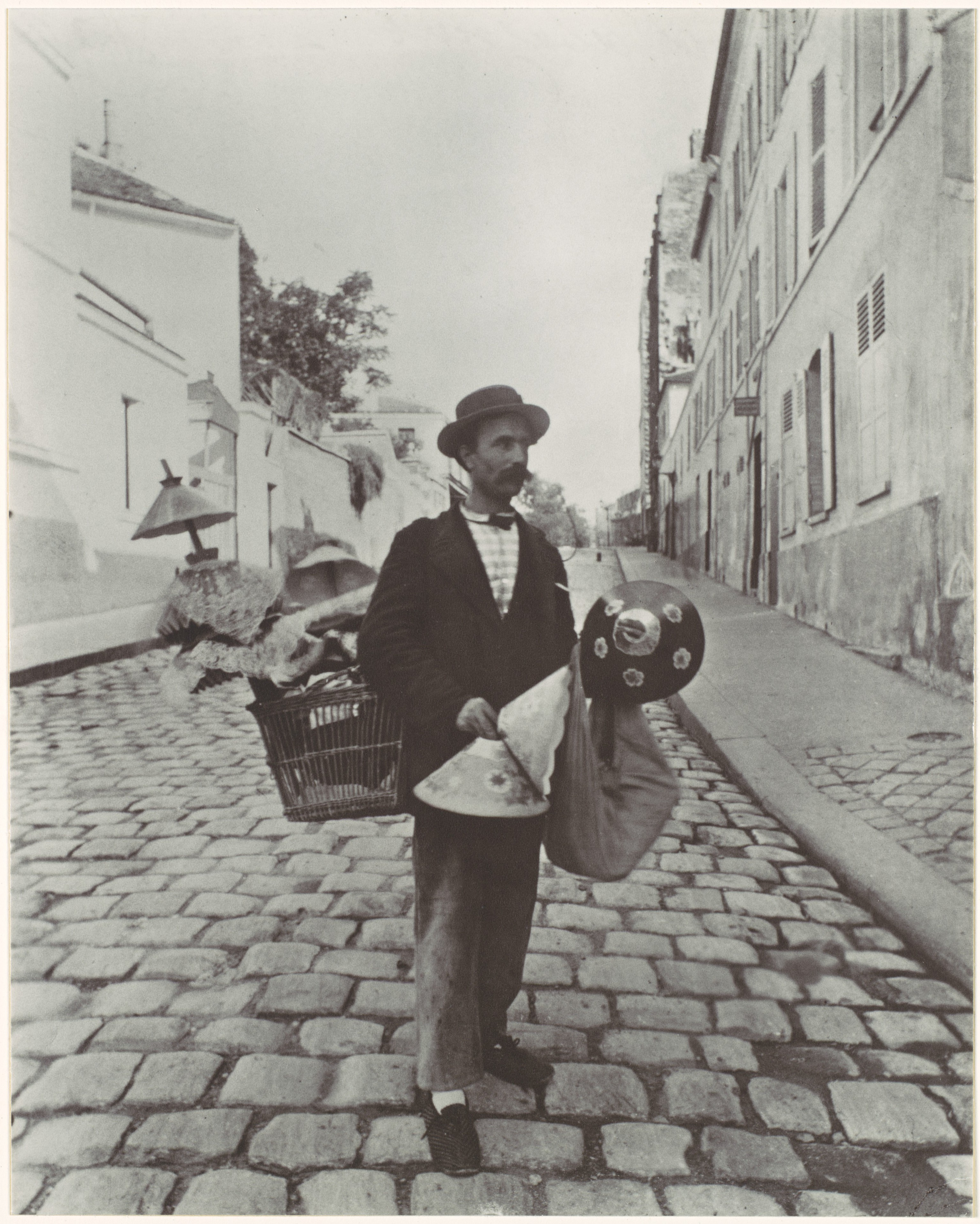
Un vendeur d'abat-jour photographié rue Lepic par Eugène Atget en 1898.

Le 2 septembre 1914, durant la Première Guerre mondiale, la rue Lepic est bombardée par un raid d'avions allemands.

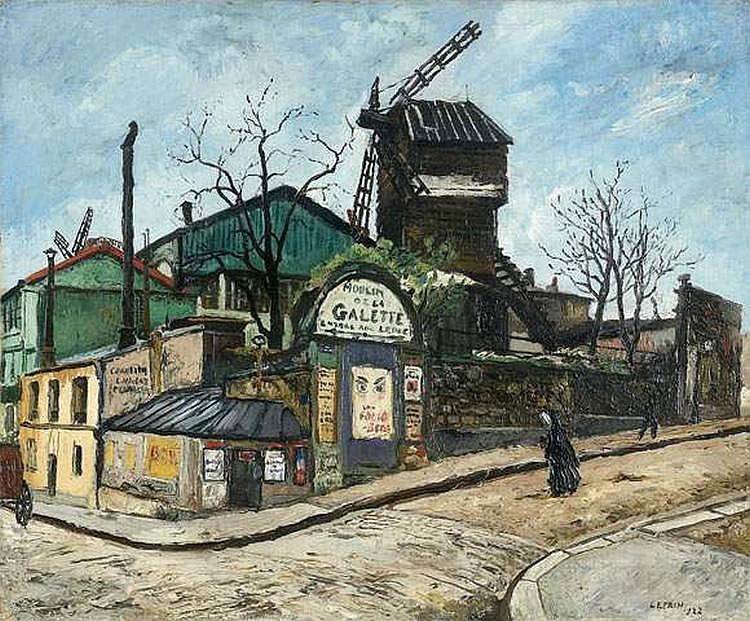
Le moulin de la Galette en 1922.
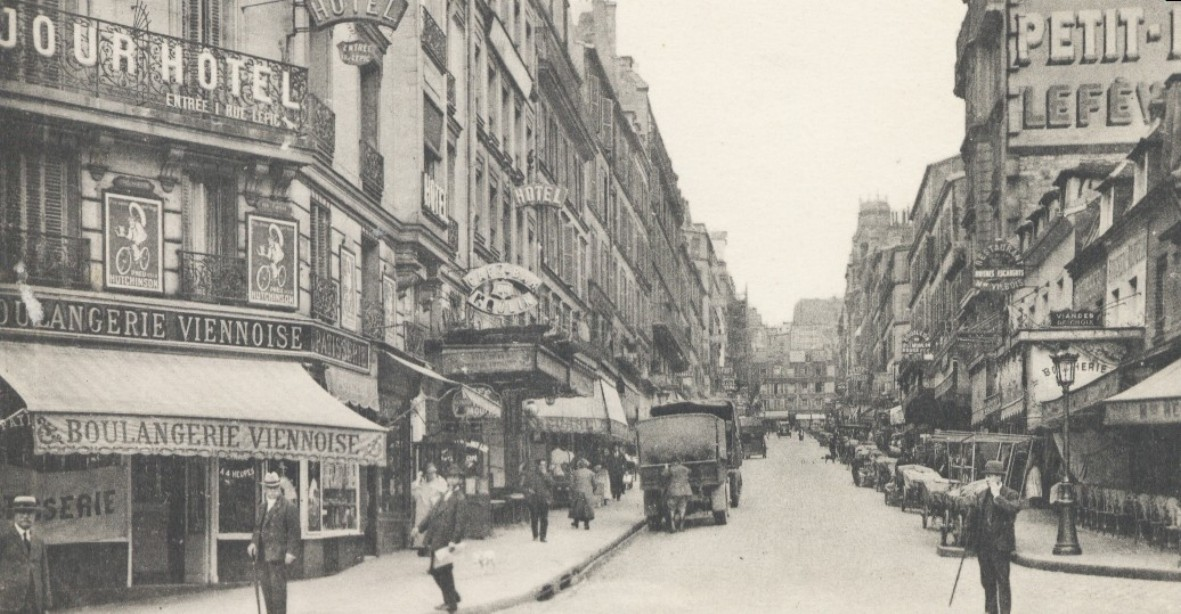
La rue Lepic en 1925, vue depuis la place Blanche.
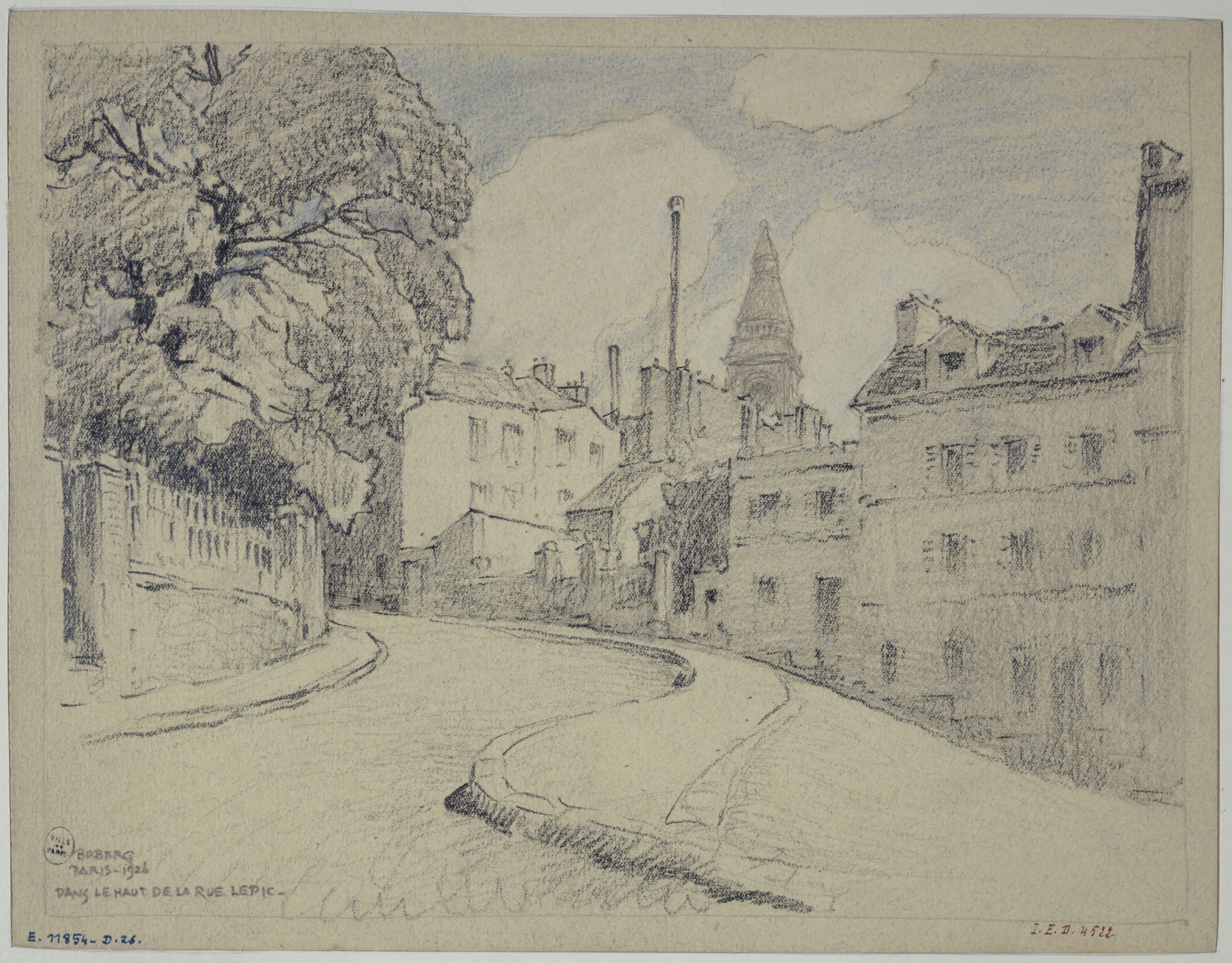
Le haut de la rue Lepic en 1926.
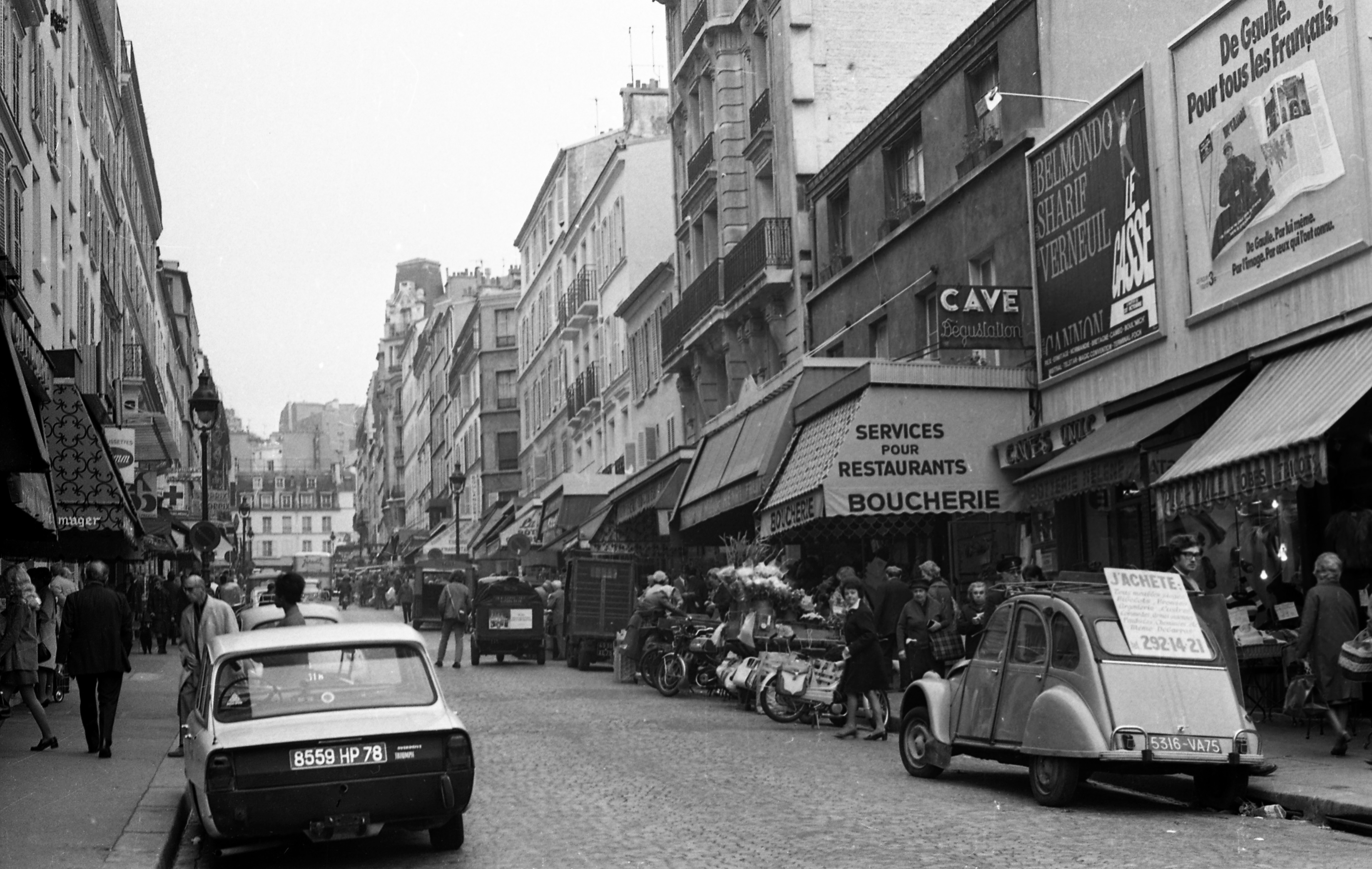
Le bas de la rue en 1971.

## Bâtiments remarquables et lieux de mémoire
- No 1 : hôtel Beauséjour, où s'installent le peintre Jules Pascin (1885-1930) et sa maîtresse, Hermine David, de 1907 à 1909[7].
- No 11 : le club de jazz Autour de Midi[8].
- No 15 : le café des 2 Moulins, où furent tournées des scènes du film Le Fabuleux Destin d'Amélie Poulain.
- No 25 : emplacement du cabaret de La Vache enragée en 1910. Le sculpteur Paul Vannier a vécu à cette adresse[réf. nécessaire].

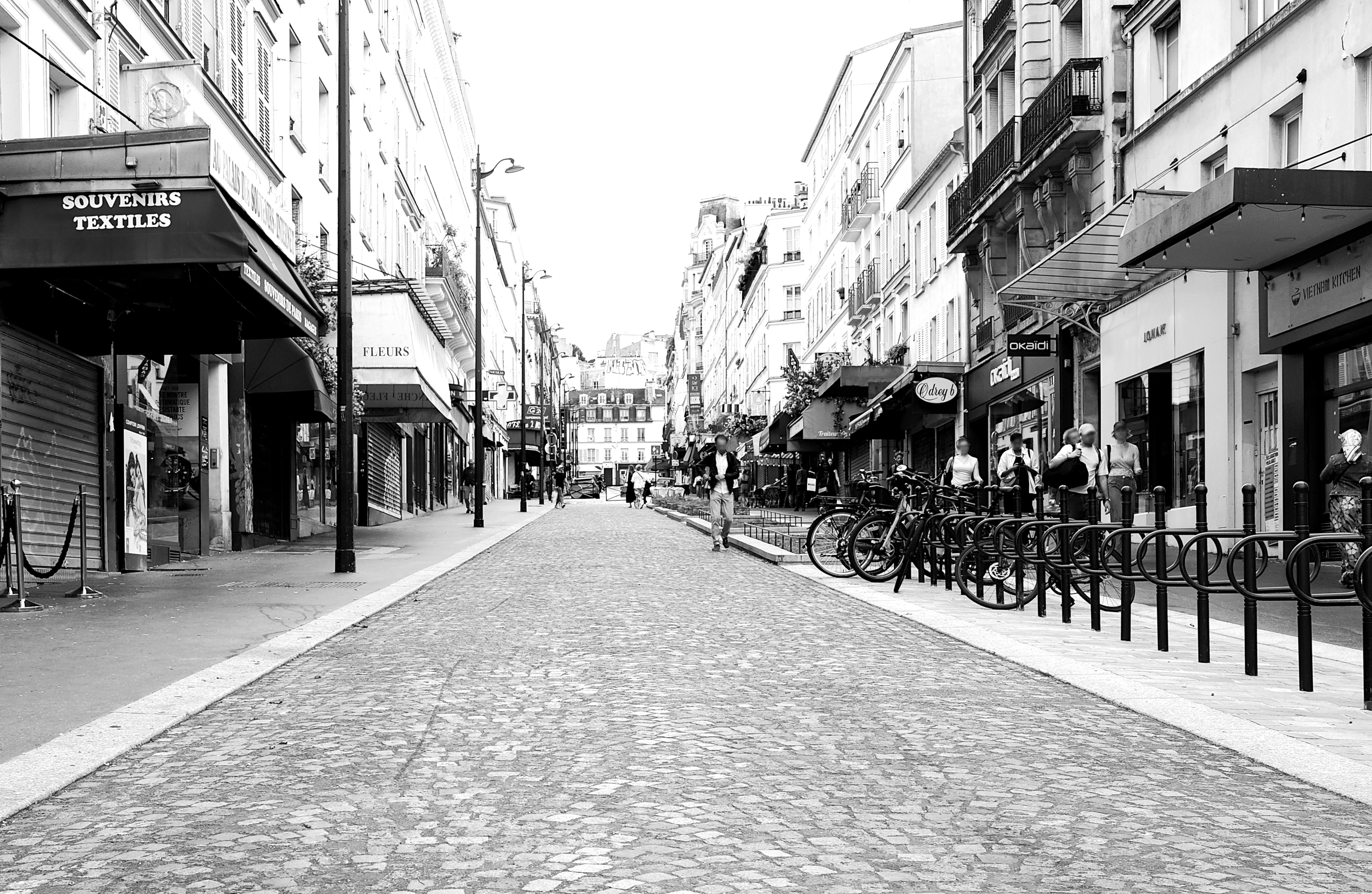
Le bas de la rue en 2025, vu depuis la place Blanche.
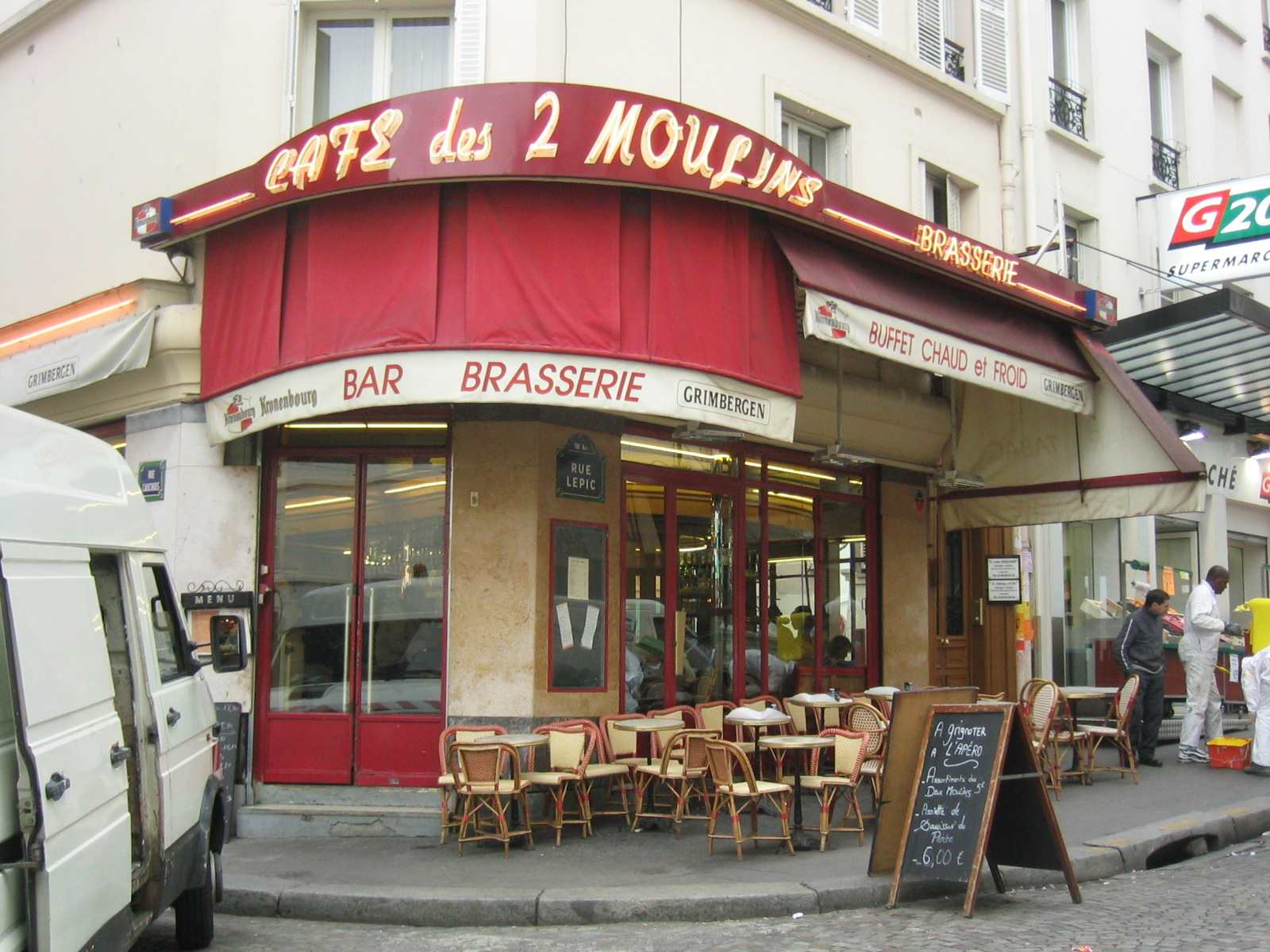
Le Café des 2 Moulins, au no 15.
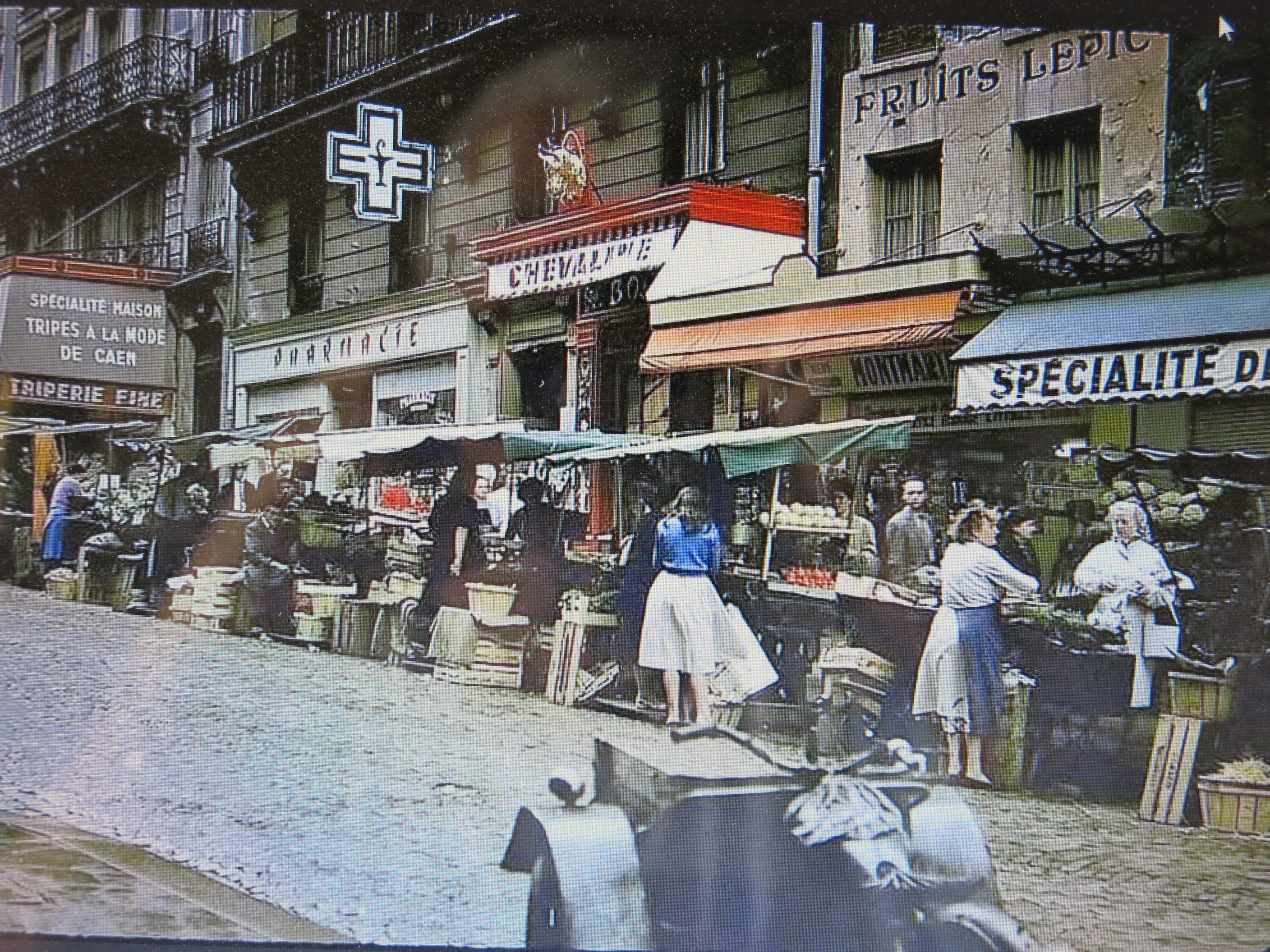
no 30 en 1958.
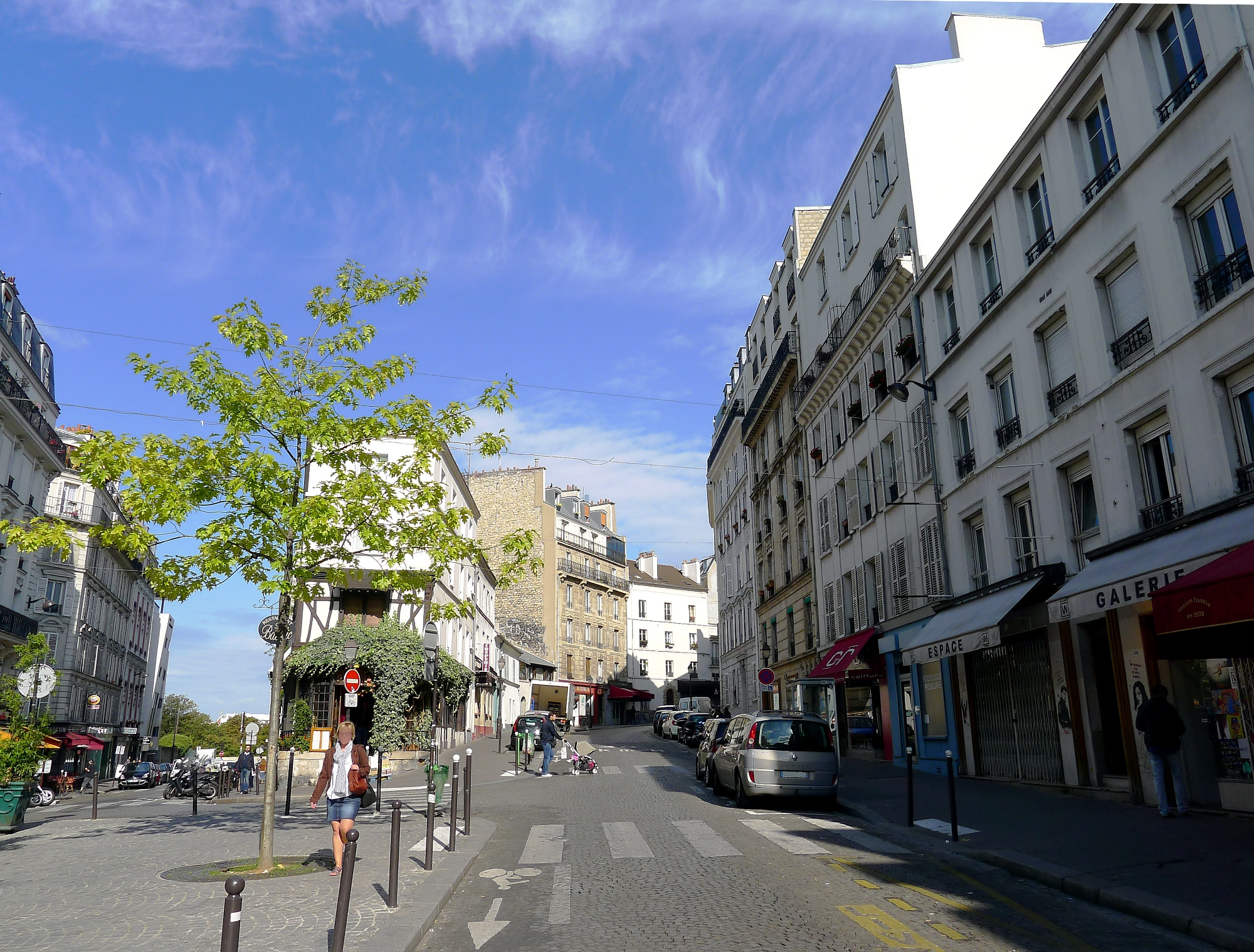
La rue Lepic (à droite), au niveau de la rue Joseph-de-Maistre (à gauche).

- No 50 : atelier du peintre Edgar Degas[9]. Le chansonnier Jehan Rictus y habita de 1918 à 1933[réf. nécessaire].
- No 53 : Jean-Baptiste Clément, auteur de la chanson Le Temps des cerises y a vécu en 1880 après le retour des communards exilés. Il alla ensuite habiter en 1891 au no 110. Domicile de Pierre Jacob, poète et chansonnier, auteur de la chanson Rue Lepic[10], chantée par Yves Montand et Lucien Jeunesse.
- No 54 : le peintre Vincent van Gogh et son frère Théo habitèrent au troisième étage de 1886 à 1888[réf. nécessaire]. Le peintre Armand Guillaumin a également habité au premier étage. Une plaque y est apposée.
- No 56 : siège de Vandoren, manufacture de becs et anches pour clarinettes et saxophones, fondée en 1905[réf. nécessaire] ; l'immeuble a été construit en 1931.
- No 57 : l'acteur Michel Beaune y est mort[réf. nécessaire].
- No 59 : emplacement du moulin de la Fontaine-Saint-Denis construit en 1724. Le peintre Charles Léandre y a logé en 1910[réf. nécessaire].
- No 64 : le dessinateur satirique Jean-Louis Forain y habita en 1910[réf. nécessaire].
- No 65 : entre ce numéro et le no 21 de l'avenue Junot, emplacement du moulin Neuf construit en 1741 et détruit en 1853[11]. En 1897, le peintre Alexandre-Claude-Louis Lavalley (1862-1927) avait son atelier dans le pavillon C[12].
- No 66 : la salle du Grenier jaune, où eurent lieu des représentations du laboratoire théâtral Art et Action[13].
- No 68 : le poète Paul Fort s'installa aux environs de 1900 au rez-de-chaussée en compagnie de la poétesse Margot-mon-Page avant de vivre rue Gay-Lussac[réf. nécessaire].
- No 72 : atelier du peintre Félix Ziem qui y est mort[réf. nécessaire]. Le sculpteur roumain Victor Brauner y a installé son atelier[14]. Le poète, traducteur et critique français Yves Bonnefoy y a vécu[réf. nécessaire].
- No 73 : entre ce numéro et le no 13 de l'avenue Junot, emplacement du moulin Vieux, premier des moulins édifiés en haut de la butte (déjà cité en 1591) puis disparu en 1860. Il est représenté comme moulin-tour sur le plan de Truschet et Hoyau (1552)[11].
- No 77 : le moulin de la Galette et le moulin Radet.
- No 78 : le critique d'art Félix Fénéon y vécu jusqu'à la perquisition du 5 avril 1894[15].
- No 81 : ancienne entrée du théâtre du Tertre.
- Nos 85 et 87 : emplacement du moulin de la Petite-Tour ou de la Tour-à-Rollin, construit en 1647[11].
- No 87 : un des nombreux lieux d'habitation à Montmartre, après 1882, du peintre Adolphe Willette[réf. nécessaire], également celle des imprimeurs et graveurs Auguste et Eugène Delâtre, qui s'y installe après avoir quitté le no 92 et avant de s'installer au no 97, et ensuite au no 102 de la même rue[16].
- No 89 : le romancier et dramaturge Georges Courteline, y habita[réf. nécessaire].
- Nos 89 à 93 : emplacement du moulin de la Vieille-Tour construit en 1623[11].
- Nos 95 à 99 : site du moulin du Palais construit en 1640. La guinguette qui lui était annexée fut célèbre en 1712[11].
- No 92 : adresse du premier atelier sur les quatre successifs dans la même rue du peintre Eugène Delâtre[16].
- No 96 : immeuble peint par Vincent van Gogh où est né le peintre Gen Paul[17].
- No 97 : troisième adresse de l'atelier des imprimeurs Auguste et Eugène Delâtre, après les nos 92 et 87, et avant de terminer au no 102[16].
- No 98 : l'écrivain Louis-Ferdinand Céline y emménage en 1929[18] avec la danseuse Elizabeth Craig. Céline y écrit ses deux plus importants romans Voyage au bout de la nuit (1932) et Mort à crédit (1937). Il y vit jusqu'en 1941, puis déménagea au 4, rue Girardon[19]. L'appartement est notamment racheté par Dalida et habité par Bernard Morlino[20].
- No 100 : 
  - sur le toit, ancien observatoire construit en 1860 par le docteur autrichien David Gruby[21].
  - Maison habitée par Jean Baptiste Clément de 1891 à sa mort[22].
- No 102 : emplacement approximatif du moulin de la Grande-Tour construit en pierre et disparu avant la Révolution française[réf. nécessaire]. Dernier atelier du graveur et peintre Eugène Delâtre[23].
- En septembre 1960, Fernand et Jackie Sardou ouvrent le cabaret Chez Fernand Sardou en lieu et place du cabaret Belzébuth. Le chanteur Michel Sardou y fera ses débuts tout d'abord comme serveur[réf. nécessaire].

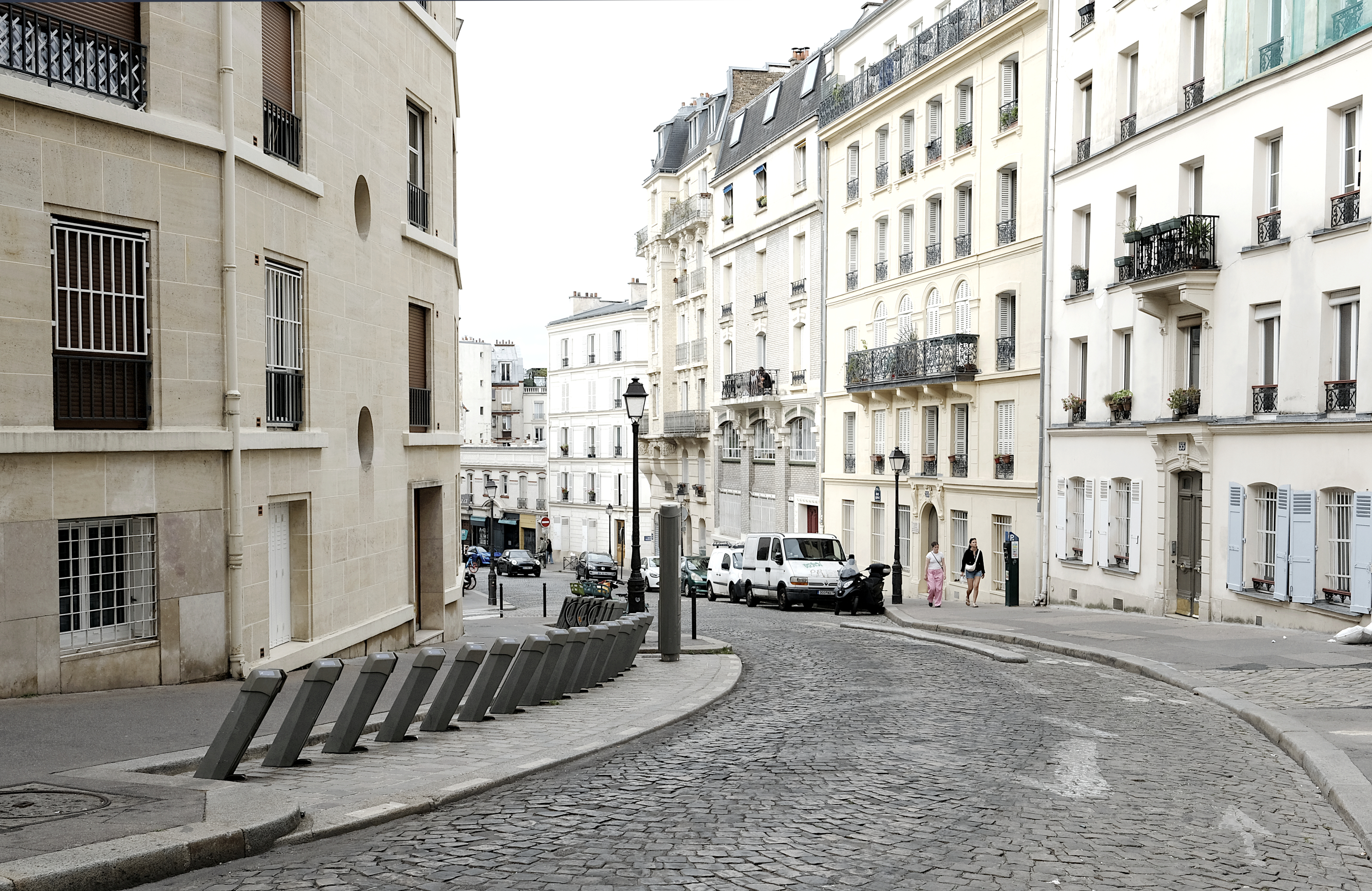
nos 53 et 55 (à droite).
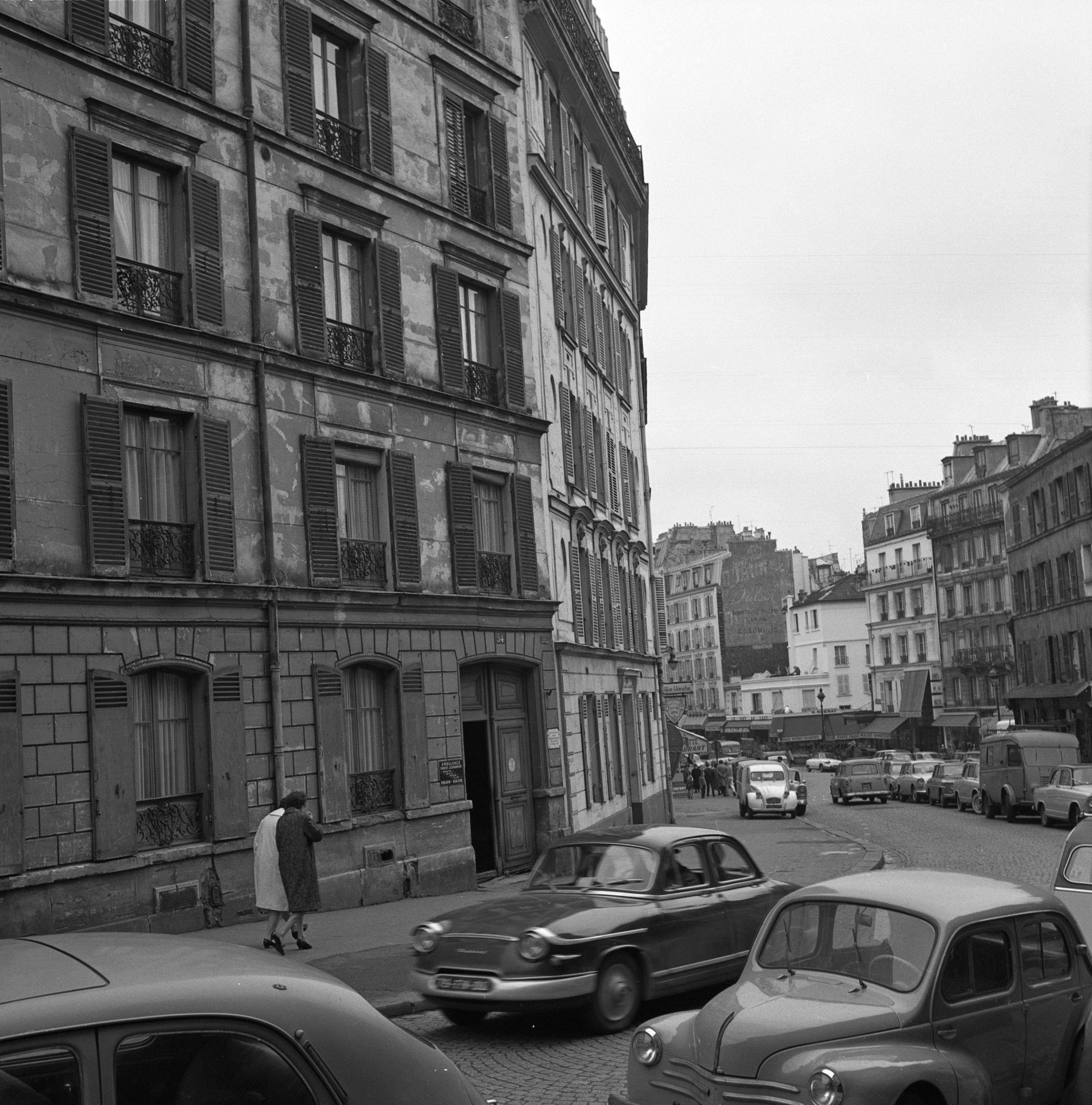
no 54 en 1965.
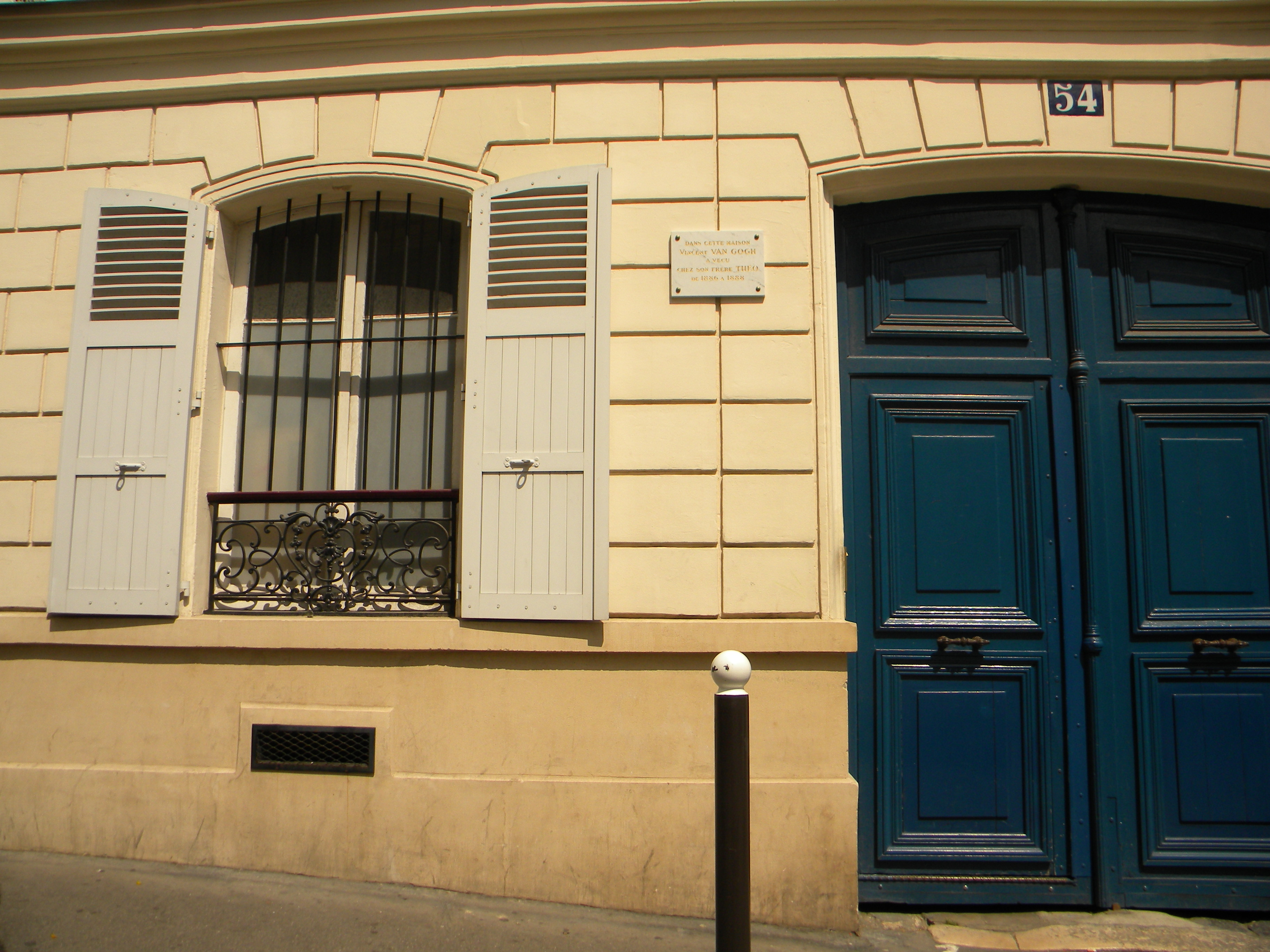
Porte du no 54 où habitèrent les frères Van Gogh.
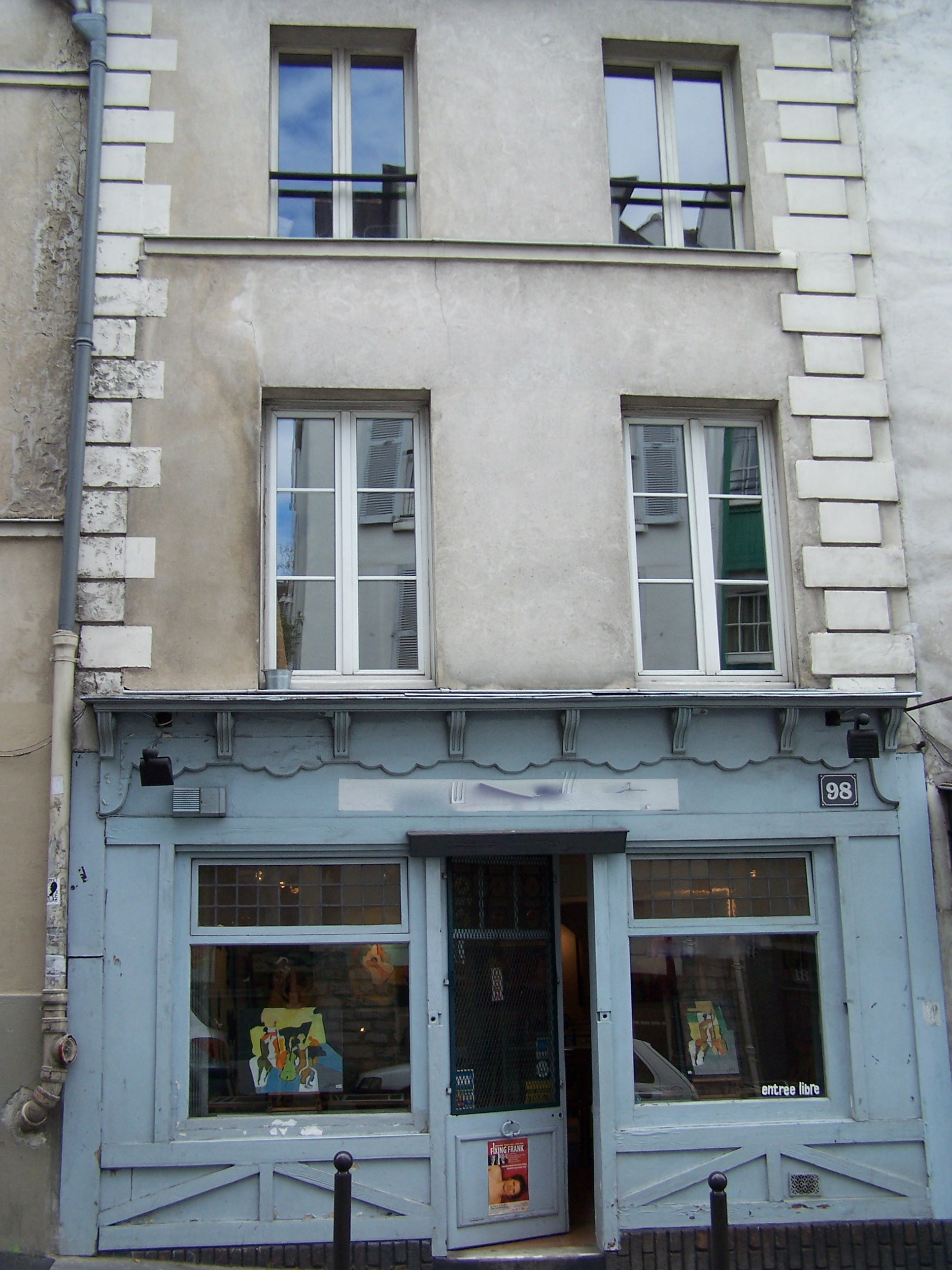
Le no 98, où vécut Louis-Ferdinand Céline.
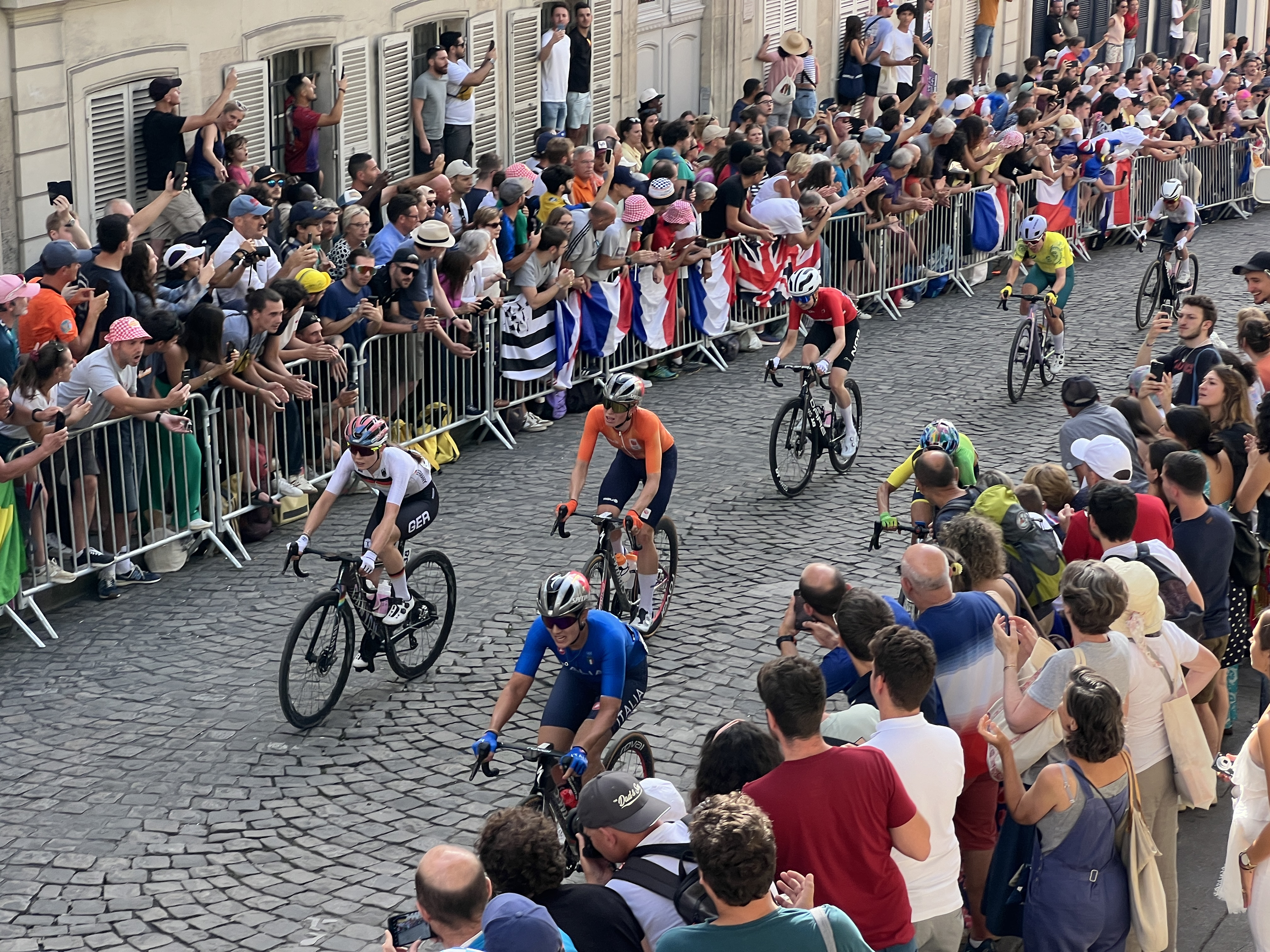
Ascension lors des Jeux olympiques 2024.

## Dans la culture
- Dans le film La Traversée de Paris (1956) du réalisateur Claude Autant-Lara, c'est dans cette rue que Martin et Grandgil, doivent, durant l'Occupation et en pleine nuit, transporter un cochon dépecé destiné au marché noir.
- Dans le film Le Fabuleux Destin d'Amélie Poulain (2001), Amélie travaille au Café des 2 Moulins situé au no 15 de la rue Lepic.
- Rue Lepic, des chansons consacrées à la rue :  
  - de Pierre Jacob (qui habitait dans la rue) et chantée par Yves Montand[24] dans l'album Yves Montand chante… (1952) ;
  - de l'artiste Jean Meyrand, personnage interprété par Bruno Carette dans l'émission Nulle part ailleurs.
- Bernard Dimey a écrit et clamé un poème intitulé Au Lux-bar. Il y décrit l'ambiance d'un troquet de la rue Lepic.

## Automobiles
- Dans les années 1950-1960 a lieu une course de lenteur réservée aux véhicules automobiles. Le vainqueur est celui qui avait mis le plus de temps pour rejoindre l'arrivée[25].

- Louis Renault a gagné un pari et obtint son premier gros succès commercial[26] en gravissant au volant de sa petite voiture et devant une foule étonnée, toute la rue Lepic. C'était le soir de Noël 1898, et « monsieur Louis » repartit avec 12 commandes.

## Cyclisme
- Lors des Jeux olympiques d'été de 2024, les épreuves de cyclisme sur route hommes et femmes gravissent plusieurs fois la rue Lepic, réunissant une importante foule sur les trottoirs de la rue pavée[27].
- En écho aux JO de Paris de l'année précédente, la dernière étape du Tour de France 2025 fait passer le peloton à 3 reprises, dans cette rue devenue légendaire[28], première fois que la dernière étape d'un Tour de France, qui s'achève traditionnellement à Paris, passe par la butte Montmartre.